# Камарин Грей
Камарин Грей (англ. Camarin Grae) — псевдоним Мэриан Грейс (англ. Marian Grace, род. 1941, Чикаго, Иллинойс) — американская писательница, автор научно-фантастических произведений на лесбийскую тематику. Она трижды была номинирована на премию Lambda Literary Award: роман «Секрет птицы» был номинирован на премию Lambda Literary Award в категории «Лесбийская фантастика» на первой церемонии вручения премии Lambda Literary Awards в 1989 году, роман «Слик» был номинирован на премию Lambda Literary Awards в категории «Лесбийская тайна» на третьей церемонии вручения премии в 1991 году, а роман «На мели» был номинирован в категории «Лесбийская научная фантастика, фэнтези или ужасы» на четвёртой церемонии вручения премии в 1992 году. 
Грейc родом из Чикаго, штат Иллинойс; она получила образование в области клинической психологии. Она использовала псевдоним, анаграмму своего настоящего имени, чтобы отделить свою писательскую деятельность от профессиональной карьеры психолога.

## Произведения
- The Winged Dancer (1983, ISBN 978-0930044886)
- Soul Snatcher (1985, ISBN 978-0913017036)
- Paz (1986, ISBN 978-0930044893)
- The Secret in the Bird (1988, ISBN 978-0941483056)
- Edgewise (1989, ISBN 978-0941483193)
- Slick (1990, ISBN 978-0941483742)
- Stranded (1991, ISBN 978-0941483995)
- Wednesday Nights (1994, ISBN 978-1562800604)